# Nai Garhi
Nai Garhi is een nagar panchayat (plaats) in het district Rewa van de Indiase staat Madhya Pradesh. 

## Demografie
Volgens de Indiase volkstelling van 2001 wonen er 8.767 mensen in Nai Garhi, waarvan 51% mannelijk en 49% vrouwelijk is. De plaats heeft een alfabetiseringsgraad van 50%. 